# 碳泡沫

智庫碳追蹤倡議中所描繪的碳泡沫（2013年），燃燒全球探明儲量的煤炭、石油與天然氣會產生27,950億噸二氧化碳，而為能在2050年將全球升溫控制在2°C之內，人類能排放的碳預算僅為5,650噸，約為前者的20%。

碳泡沫（英語：Carbon bubble）指的是針對依賴化石燃料能源生產的產業，其公司估計價值將會發生的一種經濟泡沫假設，原因是未來化石燃料儲量的價值將會下降，而當前股票市場估值中尚未將這些儲量所能產生的溫室氣體排放遠超過碳預算要求，及尚未將碳燃料的負外部性因素列入考慮的緣故。
大多數呼籲減少化石燃料投資、生產和使用的運動都是基於道德原因，但越來越多金融分析師、經濟學家和金融機構，也出於財務原因而贊成這樣做。因此根據碳泡沫理論而對化石燃料進行適當定價，會導致再生能源更具投資吸引力，而加速全球轉向再生能源的應用。
全球有許多投資者正為鑽探化石燃料籌集資金，但由於目前儲量能產生溫室氣體排放的潛力已超過碳預算，所探明的新儲量不太可能被開採，表示其投資價值將會嚴重下降。而目前重視短期業績週期和現行會計準則均促使投資者忽視前述長期問題，持續追求更高的短期收益。政府和投資者面臨的最大問題是將這些投資重新平衡，盡可能減少對經濟或市場造成傷害。歐洲獨立財務服務公司Kepler Cheuvreux所做的估計顯示，由於再生能源產業不斷增長的影響，化石燃料公司的價值在未來二十年的損失將達到28兆美元。花旗集團於2015年發表的的一項分析報告顯示損失可達100兆美元。

## 名詞來源
"碳泡沫"這一名詞出現在21世紀初，源自人們越來越發清楚燃燒化石燃料對全球氣溫所造成的影響。 "碳"指的是化石燃料中所含的碳氫化合物，而"泡沫"指的是經濟泡沫，即資產價格遠高於內在價值的情況。此名詞由非營利智庫碳追蹤所進行的一個倡議中所創，於2011年7月和2013年4月發佈的重要報告中使用。並於2011年10月在《新科學人》雜誌中刊載而進一步普及。美國環保人士比爾·馬克吉本於2012年7月在《滾石》雜誌上發表一篇廣受轉發的文章，此名詞開始引起大眾注意。美國自由主義智庫迪莫斯於2013年晚些時候發佈的一份報告中也引用這個名詞。

## 化石燃料儲量的價值
所謂碳預算是在不會引起全球平均氣溫升高超過某一點的情況下，被允許的二氧化碳排放量上限。 碳追蹤計畫倡議於2011年計算的結果，如果希望將全球升溫幅度控制在聯合國氣候變化綱要公約（UNFCCC）成員議定的2°C以下，屆時世界只能使用其碳基燃料儲量的20%，表示儲量中有80%不得使用，所以政府和投資者原本視為低金融風險的資產，實際上很可能將成為擱淺資產。這情況將會產生嚴重的經濟後果，因為於倫敦證券交易所、巴西證券交易所和莫斯科證券交易所（以及其他證券交易所）中流通股票的市值中有20-30%與化石燃料有關聯。以倫敦證券交易所為例，交易所上市相關公司所揭露的化石燃料儲量是全球於2011年到2050年期間碳預算的十倍。隨著這些資產變得"無法燃燒（利用）"，大部分價值將會損失（或甚至變成負債） ，而對英國經濟實力產生威脅。除投資者會受影響之外，因為化石燃料淘汰行動而必須去除的相關基礎設施，也會影響到原本依賴其提供工作以及收入的人員與社區。
一項新的研究報告發現全球化石燃料儲量所產生的排放量將超過碳預算七倍以上。此外，企業不斷累積更多的儲量並持續鑽探尚未探明的儲藏，表示資本市場中存有更大的隱藏儲量，碳泡沫的規模會更進一步擴大。
目前投資者對公司擁有儲量如有減少時，會抱持負面的態度，即使這對公司的長期利益而言是正確的事。例如當殼牌在2004年1月將其帳上儲量減少20%時，公司股價在一週內下跌達到10%。
比爾·馬克吉本估計為要保住世界上人類的生命，必須把價值高達20兆美元的化石燃料儲量留在地底。有項在2021年發表的分析報告說，即使不將90%煤炭及60%的石油儲量開採，將全球升溫控制在1.5°C以下（相對於第一次工業革命之前的平均氣溫）也只有50%成功的機會。在2006年提出的英國斯特恩報告中指出，儘早採取強而有力的行動減少石油、煤炭和天然氣的使用，所產生的效益遠超過其成本。化石燃料產業、建築業和土地利用變化忽視其會產生外部性成本，也忽視污染者自付原則（根據此原則，氣候變化成本該由歷來排放溫室氣體污染大氣，而導致氣候變化的人負責）。
英格蘭銀行總裁行長馬克·卡尼於2015年在倫敦勞合社發表演講，提出警告說，將全球升溫限制在2°C之內似乎需要"絕大多數"化石燃料儲量成為"擱淺資產"，如果"不採用成本昂貴的碳捕獲技術，實際上難以達成"，最終將導致此行業投資者面臨"潛在龐大"的風險。

## 循序緩和泡沫現象的前景

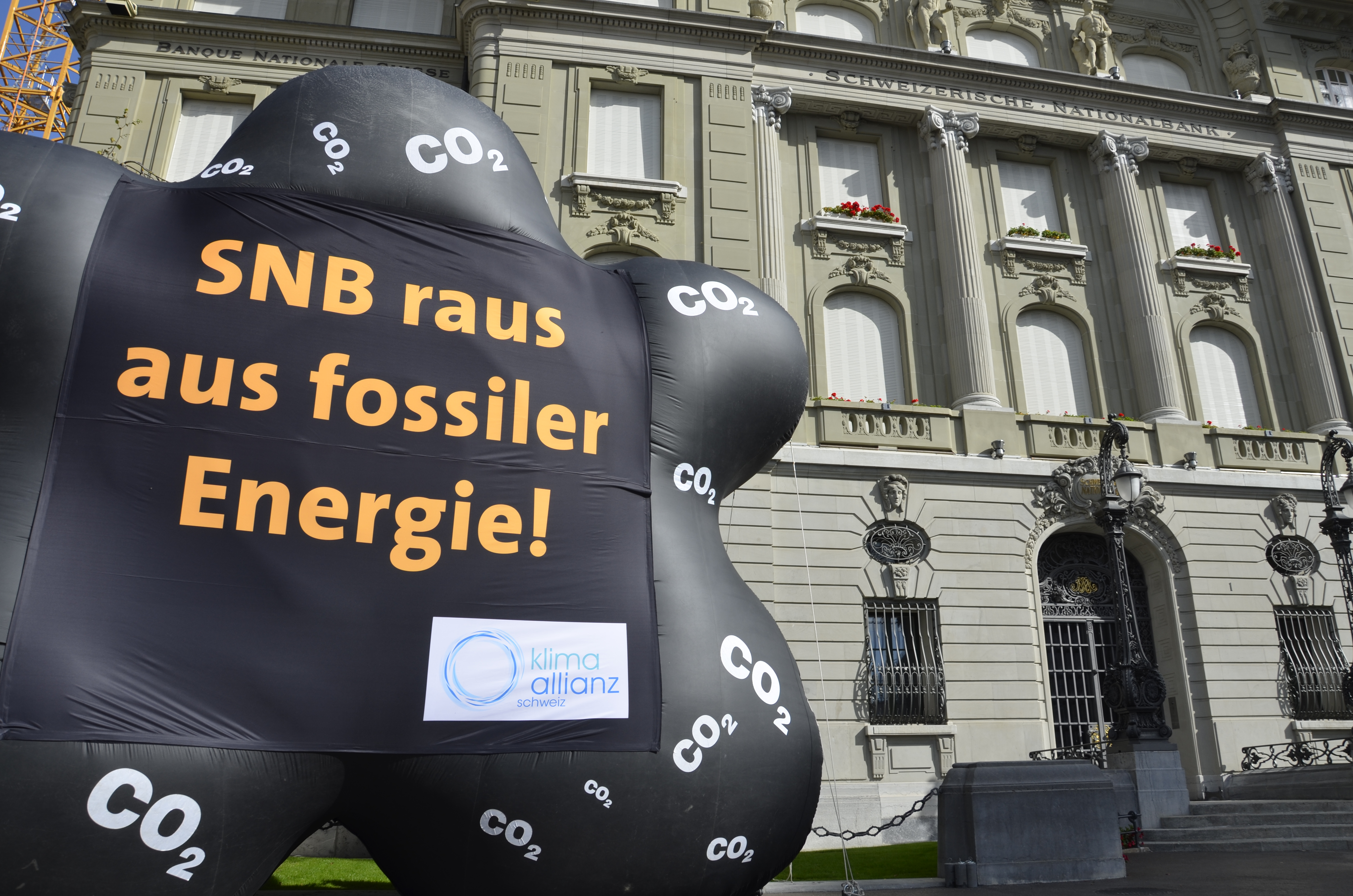
環保團體擺設大型充氣"碳泡沫"玩偶，呼籲瑞士國家銀行（瑞士中央銀行）從化石燃料產業撤資。(2019年)

有計劃、循序擺脫對化石燃料的依賴可防止具破壞性的"碳泡沫破裂"事件。目前有許多行動進行以支持這種轉變。

### 政府的行動
一項於2015年發表，關於各種碳氫燃料生產者下場的詳細學術研究，結論是從2010年到2050年期間，全球三分之一的石油儲量、一半的天然氣儲量和超過80%的煤炭儲量應保留在地下，以達成控制全球平均氣溫上升不超過2°C的目標。因此持續勘探或開發是多餘的做法。為實現全球升溫不超過2°C的目標，需要採取強有力的措施來抑制需求，例如徵收高額碳稅以提升使用的成本，此舉對生產商的影響將根據其經營區域的生產成本而有巨大差異。例如對加拿大的影響將遠大於美國。預計加拿大的露天開採油砂方式在2020年後會很快就降至極低的水平，因為這種開採方式的經濟性遠低於傳統開採方法。
英國劍橋大學的科學與政策中心於2015年中期發佈一份評估氣候變化風險報告，用來估計應對這些風險應配置的資源數量。報告指出，"對全球氣候變化成本，採用標準經濟估計，在科學假設和對人類生命價值的判斷含有極大的敏感度。也有可能系統性地偏向低估風險，因為有一系列難以量化的影響往往會受到忽略，而未列入考慮" 。

### 金融業體認
到2013年，金融業對從事化石燃料開採公司所面臨的風險開始有顯著的體認。富時集團、貝萊德集團和非營利環保倡議集團自然資源保護委員會於2014年初合作創建一股票指數系列，其中未包含與碳基化石燃料勘探、擁有或開採相關的公司。這系列指數的目的在讓投資者更易移往投資別類產業。有人提議立法，要求公司報告其溫室氣體排放量，並評估這可能對其未來財務造成的風險。根據當時UNFCCC執行秘書Christiana Figueres的說法，由於碳泡沫的負面影響，公司對股東有責任轉往低碳經濟發展。

### 撤資運動
大學、教會和退休基金正在進行的由化石燃料產業撤資運動有助於加速撤資行動。據報導，撤離金額於2015年底已達到2.6兆美元，
至2019年9月，撤離金額已增至約11.48兆美元。截至2023年7月，全球已有超過1,593家資產總額超過40.5兆美元的機構已開始或承諾某種形式的化石燃料產業撤資。
當加利福尼亞大學於2019年9月宣布將從化石燃料產業撤離830億美元的贈款基金和退休基金時，學校主管表示，他們這樣做是出於財務原因："我們認為持有化石燃料資產是一種財務風險。"
加拿大經濟學家傑夫·魯賓建議加拿大應該投資於水力能源及農業，而非油砂，以避免碳泡沫的風險。

### 更便宜的清潔能源
再生能源的價格在持續下降中。截至2014年，在澳大利亞、中國和美國，新建風能發電場比新建燃煤發電廠和燃燒天然氣發電廠便宜。此外，在世界許多國家和地區，太陽光電系統產生的電力比傳統產生的電力便宜。

### 達成污染控制
化石燃料以其巨大的負外部性（或稱隱性成本）而廣為人知。.解決這一市場失靈會讓替代能源更具競爭力，而減少使用化石燃料。

### 取消政府化石燃料補貼
許多國家都提供大量的化石燃料補貼。 估計全球許多國家於2019年的化石燃料消費補貼總額為3,200億美元，截至2019年，各國政府每年對化石燃料的補貼約為5,000億美元：然而國際貨幣基金組織使用非常規的補貼定義（包括未能為溫室氣體排放定價）估計全球在2017年的化石燃料補貼為5.2兆美元，佔全球GDP的6.4%。一些化石燃料公司會為此而對政府進行遊說。

### 再生能源公司的遊說
隨著再生能源滲透率提高，這類公司的財力也會增加，加上這個產業的員工數量也會增加，將無可避免形成反對化石燃料的政治遊說力量。

### 都市化與電氣化交通
城市化與日益便利、安全和高效的大眾運輸、綠色建築和高效的能源分配相結合，以及延長的產品壽命/使用/再利用、增加的在地資源回收和原材料自給自足，會降低能源消耗。但反過來，易於從事的旅行和奢侈品購買、更大量使用電池以及低成本LED技術的擴散（用於廣告和裝飾用途），將會抵消一些節能效果。轉向使用再生能源及使用電動載具將可減少對化石燃料，特別是石油的需求。於建築物屋頂裝置太陽光電發電與二手電動車電池結合使用，為間歇性再生能源不發電時提供所需的電力，將進一步減少對化石燃料的依賴。

### 創新與效率
例如資訊科技、小型化、LED、虛擬實境、3D列印、新材料和生物技術等方面的創新能夠減少人類生存所需、旅行，以及實體產品生產和分銷領域的能源消耗，也為經濟成長和技術領先提供新的途徑，此對於能源淨進口的已開發國家維持創造財富的能力尤其重要。
隨著經濟活動中服務業的持續成長，而重工業、建築業、製造業和農業部門的減少，預計能源消耗將會減少。即使經濟成長，增加能源效率投資也可導致能源消耗減少。 如果能源使用量不成長，化石燃料的價格就有下降的可能，最終導致大多數大型能源專案不具經濟效益。

### 人口統計與消費者行為的變化
一個正在縮小和老化、已經不虞物質匱乏和充斥個人主義的社會，可能會朝向個人經驗、建立關係與個人實現方向發展，而不太願意購買額外的、消耗能源的物質產品。另一方面，因人們預期壽命延長，其一生休閒和旅行時間的增加有可能會增加總能源的消耗。根據美國非營利組織大眾利益研究機構（PIRG）於2014年末發表的研究報告："經過60多年的穩步增長之後，美國人在過去10年裡的平均駕駛里程一直在降低。"
美國年輕人經歷最大的變化：開車更少、增加搭乘大眾運輸工具、騎自行車和步行，並在城市和適合步行的社區居住，"在這些地方開車是種選擇，而非生活必需。"美國能源信息署的數據顯示美國煤炭和石油的消費量在2005年達到頂峰，到2014年的消費量分別下降21%和13%，天然氣消費量持續攀升，導致化石燃料消費總量（以能源單位計算）較2007年高峰僅下降6% ，而進入平緩期。根據德國在線資料收集與資料視覺化公司Statista提供的數據，美國於2020年在石化能源的消耗量比2007年下降約15%，而在2021年與2022年有所攀升，2022年的消耗量比2007年下降約8%。而在另一方面，在1995年到2014年期間，全球石油消費量穩步攀升32%。根據Statista提供的數據，目前全球石油消耗量的峰值發生在2019年（每日97,959千桶（barrels）），2020年下降至每日89,139千桶，但在2022年又回升至97,309千桶，幾乎追平2019年的峰值。